# Comme une femme
 (février 2011).
Si vous disposez d'ouvrages ou d'articles de référence ou si vous connaissez des sites web de qualité traitant du thème abordé ici, merci de compléter l'article en donnant les références utiles à sa vérifiabilité et en les liant à la section « Notes et références ».
Comme une femme est le second album de la chanteuse Saya, paru le 15 juin 2009.

## Présentation
Cet album parait 6 ans après son premier album À la Vie. Cet album, exclusivement composé de ballades pop-folk ou pop-rock autour de l'amour, marque une rupture stylistique avec le style Rap-Rnb présent sur son premier album.
3 singles seront extraits de ce nouvel album : Je Pense à Toi, Tu Aimeras et Je m'envolais[réf. nécessaire]. En se classant à la 7e place du top album, en France, en 2006[réf. nécessaire], Je Pense à Toi
Pourtant, à sa sortie en France, l'album se classe très discrètement à la 186e place[réf. nécessaire]. Ce maigre résultat s'explique en partie par une promotion maladroite[non neutre]. En effet, 3 ans séparent Je Pense à Toi et Je m'envolais.

## Plages
1. Je Pense à Toi
2. Je Te Donnerai
3. Dis-le Moi
4. Une Belle Histoire
5. Près De Moi
6. Tu Aimeras
7. Comme Une Femme
8. Tu Me Mens
9. Viens Vers Moi
10. Si tu m'aimes
11. Le Temps Qu'il Faudra
12. Je m'envolais
13. Ne m'oublie Pas

## Sources
- http://www.paperblog.fr/2092377/top-20-albums-semaine-du-22-juin-au-28-juin-2009/